# ليوناردو ناسيمنتو لوبيز دي سوزا
ليوناردو ناسيمنتو لوبيز دي سوزا هو لاعب كرة قدم برازيلي في مركز الهجوم، ولد في 28 مايو 1997 في البرازيل. لعب مع نادي سانتوس.

## وصلات خارجية
- ليوناردو ناسيمنتو لوبيز دي سوزا على موقع رابطة كرة القدم اليابانية للمحترفين (اليابانية)
- ليوناردو ناسيمنتو لوبيز دي سوزا على موقع دوري كوريا الجنوبية (الإنجليزية)
- ليوناردو ناسيمنتو لوبيز دي سوزا على موقع قاعدة بيانات كرة القدم.إي يو (الإنجليزية)
- ليوناردو ناسيمنتو لوبيز دي سوزا على موقع Soccerway.com (الإنجليزية)
- ليوناردو ناسيمنتو لوبيز دي سوزا على موقع عالم كرة القدم.نت (الإنجليزية)